# Historische Kommission der Sächsischen Akademie der Wissenschaften zu Leipzig
Die Historische Kommission der Sächsischen Akademie der Wissenschaften zu Leipzig ist eine Kommission der Sächsischen Akademie, die 1846 gegründet wurde. Der Freistaat Sachsen bekennt sich in Artikel 121 seiner Verfassung zur Trägerschaft und hat die Akademie am 30. Mai 1994 per Gesetz in eine Körperschaft des öffentlichen Rechts überführt.
Der Kommission gehören Akademiemitglieder aus den historischen Disziplinen und Fachgelehrte an, die mit ihren Arbeiten zur sächsischen und mitteldeutschen Landesgeschichte hervorgetreten sind. Der Mittelalterhistoriker Wolfgang Huschner ist der Sekretär der Philologisch-historischen Klasse.

„Sie fördert die Erforschung und wissenschaftliche Darstellung der Geschichte der sächsischen Länder in ihren historischen Räumen und arbeitet mit den Historischen Kommissionen der benachbarten mitteldeutschen Länder Thüringen und Sachsen-Anhalt zusammen. Sie bildet ein Forum zur Erörterung grundsätzlicher und konzeptioneller Fragen, zum Meinungsaustausch über methodische Probleme und zur gegenseitigen Information über neue Entwicklungen auf dem Gebiet der Landesgeschichte. Sie betrachtet es als ihre Aufgabe, die sächsische Geschichte in der Öffentlichkeit bewusst zu machen, amtlichen Stellen durch Gutachten zur sächsischen Traditions- und Geschichtspflege zur Seite zu stehen, wissenschaftliche Unternehmungen anzuregen und landesgeschichtliche Veröffentlichungen zu unterstützen.“

Für die deutschen Regionen bestehen meistens auch Historische Kommissionen.